# Duel Masters
Duel Masters (デュエルマスターズ Dyueru Masutāzu) er en japansk animeserie. Handlingen foregår omkring et kortspil af samme navn.
I Danmark kørte serien på TV 2. 

## Kortspil
Duel Masters Trading Card Game er et samlekortspil baseret på Duel Masters, udviklet af Wizards of the Coast, Shogakukan, og Mitsui & Co., Ltd.. Det kan spilles en mod en, eller to mod to.
Det er fem forskellige civilisationer i spillet. Civilisationerne er farven på kortet, hvor rød er ild, blå er vand, grøn er natur, gul er lys og sort er mørke. Nogle kort har flere farver på sig. Civilisationen på disse korte kan man se på manatallet.
- Ild-civilisationen har fokus på monstre og derfor har den ikke særlige besværgelseskort.
- Vand-civilisationen er ikke kendt for at have de stærkeste monstre, men er kendt for at give flere kort på hånden.
- Natur-civilisationen har en hel del med manaøgende kort at gøre for at sende stærkere monstre ud i kampzonen.
- Lysets civilisation har egenskaber og stærke monstre.
- Mørkets civilisation har ødelæggende kræfter, som kan sende monstre fra kampzonen til kirkegården.

Nogle kort har flere civilisationer.

### Nøgleord
- Angreb (Attack): Skabninger i kampzonen kan enten angribe modstanderen eller modstanderens sovende skabninger. For at angribe, må man vælge en vågen skabning i kampzonen og sige, hvad den skal angribe, hvorefter den vil sove. Når en skabning angriber et andet, er det skabningen med størst styrke, som vinder. Det sovende monster går til ejerens kirkegård. Hvis begge skabninger er lige stærke, sendes begge skabningerne til ejernes kirkegård. Hvis en af monstrene angriber modstanderen uden at blive blokeret, kan man vælge et af modstanderens skjolde og modstanderen sender det skjold til sin hånd. Hvis man angriber modstander og modstanderen ingen skjold har, har man vundet.
- "Blocker": En skabning som kan stoppe et angreb fra modstanderens skabning.
- Hånd (Hand): Disse er kortene, som holdes, og som generelt ikke vises til modstanderen, med mindre en egenskab siger det modsatte.
- Kamp (Battle): Det er når to skabninger kæmper mod hinanden. Det er også når en skabning blokerer modstanderens skabning.
- Kampzone (Battle zone): Det er det område mellem skjoldene og modstanderens skjolde. Skabninger kan kun angribe i dette område.
- Kirkegård (Graveyard): Det er der alle ødelagte skabninger eller opbrugte besværgelseskort havner.
- Skabning (Creature): Disse er de generelle i spillet. Kun ved at angribe med skabninger kan man vinde duellen.
- Træk (Draw): Da trækker man et vist antal kort fra kortsættet til hånden.
- Ødelæg (Destroy): Det betyder at ødelægge et kort og sende det til ejerens kirkegård.
- Ødelæg et skjold (Break a shield): Det er når en skabning angriber et skjold uden at blive blokeret. De skjolde, som bliver angrebet, sendes til ejerens hånd.